# أستريت أيداريفيتش
أستريت أجيم أيداريفيتش (بالألبانية: Astrit Agim Ajdarević) هو لاعب كرة قدم سويدي ألباني من أصل كوسوفي في مركز الوسط ولد في يوم 17 أبريل 1990 في مدينة بريشتينا في يوغوسلافيا، يلعب حالياً مع نادي أيك أثينا وسبق له اللعب مع نادي فالكنبيرغس ونادي ليفربول ولستر سيتي وهيريفورد يونايتد ونادي أوريبرو ونادي نوركوبنغ وستاندارد لييج وتشارلتون أثلتيك ونادي هلسينغبورغ وأيك أثينا، في سنة 2005 بدأ باللعب مع منتخب السويد تحت 15 سنة إلا أنه فضل تمثيل منتخب ألبانيا لكرة القدم ويبلغ طول اللاعب 192 سم.

## روابط خارجية
- أستريت أيداريفيتش على موقع الاتحاد الأوربي (الإنجليزية)
- أستريت أيداريفيتش على موقع اتحاد السويد (السويدية)
- أستريت أيداريفيتش على موقع قاعدة بيانات كرة القدم.إي يو (الإنجليزية)
- أستريت أيداريفيتش على موقع ناشيونال فوتبول تيمز (الإنجليزية)
- أستريت أيداريفيتش على موقع Soccerbase.com (لاعب) (الإنجليزية)
- أستريت أيداريفيتش على موقع Soccerway.com (الإنجليزية)
- أستريت أيداريفيتش على موقع عالم كرة القدم.نت (الإنجليزية)
- أستريت أيداريفيتش على موقع أوليمبيديا (الإنجليزية)
- أستريت أيداريفيتش على موقع اللجنة الأولمبية السويدية (السويدية)
- أستريت أيداريفيتش على موقع AS.com (الإسبانية)